# Cervia
Cervia [tje'r-] är en stad och en kommun i den italienska provinsen Ravenna i regionen Emilia-Romagna vid Adriatiska havet. Biskopssäte. Saltverk (Valle di Cervia). Kommunen hade 28 819 invånare (2018) och gränsar till kommunerna Cesena, Cesenatico och Ravenna.